# The Ponys
The Ponys sind eine Band aus Chicago und spielen Indie-Rock/Garage Rock.

## Diskografie

### Studioalben
- Laced with Romance (17. Februar 2004, In the Red Records)
- Celebration Castle (3. Mai 2005, In the Red Records)
- Turn the Lights Out (20. März 2007, Matador Records)

### Andere Alben
- Wicked City (2002, Contaminated Records, 7")
- Pop Culture (2004, Maybe Chicago?, Criminal IQ Records, CD)
- Another Wound (2005, Sweet Nothing, EP)